# بيتر رودجر
بيتر رودجر (بالإنجليزية: Peter Rodger)‏ هو مصور ومخرج أمريكي وبريطاني، ولد في 6 أبريل 1965 في Tenterden ‏ في المملكة المتحدة.

## وصلات خارجية
- الموقع الرسمي
- بيتر رودجر على موقع IMDb (الإنجليزية)
- بيتر رودجر على موقع أول موفي (الإنجليزية)
- بيتر رودجر على موقع قاعدة بيانات الفيلم (الإنجليزية)
- بيتر رودجر على موقع كينوبويسك (الروسية)